# 三輪市太郎

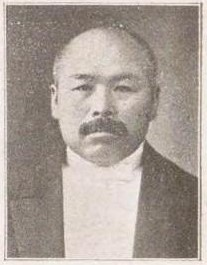
三輪市太郎

三輪 市太郎（みわ いちたろう、1867年5月21日（慶応3年4月18日）- 1930年（昭和5年）2月8日）は、明治から昭和初期の実業家、政治家。衆議院議員、愛知県会議長。

## 経歴
尾張国海西郡、のちの愛知県海部郡八開村（現愛西市）で、三輪伊三郎の四男として生れ、1884年（明治17年）兄・伊兵衛の後を承けて家督を相続した。普通学、漢文学を修めた。農業を営む。
土木会社勤務を経て、独立して鉄道工事の土木請負業を営む。資金を工面するため必要最小限の財産以外の全てを売却した。次第に工事施工の内容に信用を獲得して事業を拡大した。その後、中央土木社長、愛知鉄道社長、海島銀行取締役、日光川倉庫銀行監査役、愛知開墾社長などを務めた。
政界では、八開村会議員、水利組合会議員、海西郡会議員、同議長、愛知県会議員、同副議長、同議長を務めた。1912年（明治45年）5月、第11回衆議院議員総選挙（愛知県郡部、立憲政友会所属）に出馬して初当選。その後、1928年（昭和3年）2月の第16回総選挙まで再選され、衆議院議員に連続6期在任した。この間、政友会愛知支部常任幹事、同幹事長、政友会協議員、同幹事、同院内幹事、同党務委員会理事、同常務員会長、同院内総務、政友本党政務調査会長、政友会政務調査会長などを務めた。
その他、海部郡農会議員、愛知県農会議員、帝国農会議員、同評議員などに在任し、海部地域の治水対策などに尽力した。

## 国政選挙歴
- 第11回衆議院議員総選挙（愛知県郡部、1912年5月、立憲政友会）当選
- 第12回衆議院議員総選挙（愛知県郡部、1915年3月、立憲政友会）当選[11]
- 第13回衆議院議員総選挙（愛知県郡部、1917年4月、立憲政友会）当選[12]
- 第14回衆議院議員総選挙（愛知県第8区、1920年5月、無所属）当選[13]
- 第15回衆議院議員総選挙（愛知県第8区、1924年5月、政友本党公認）当選[14]
- 第16回衆議院議員総選挙（愛知県第3区、1928年2月、立憲政友会公認）当選[15]